# Xochiquetzallia
Xochiquetzallia, novi biljni rod trajnica, lukovičastih geofita u porodici šparogovki (Asparagaceae) i redu šparogolike (Asparagales), dio je potporodice Brodiaeoideae. 
Rod je opisan 2020. a u njega uključene tri vrste izdvojene iz roda Dandya i jedna iz roda Milla. Posljednja 5. vrsta otkrivena je  nedavnim istraživanjem u Mixteca Alta (država Oaxaca), i morfološkim pregledom herbarijskih uzoraka što je omogućilo identifikaciju ove nove vrste. Opisana je 2022.

## Vrste
1. Xochiquetzallia balsensis (López-Ferr. & Espejo) J.Gut.
2. Xochiquetzallia hannibalii (L.W.Lenz) J.Gut.
3. Xochiquetzallia magnifolia García-Mend. & J.Gut.
4. Xochiquetzallia mortoniana (H.E.Moore) J.Gut.
5. Xochiquetzallia thadhowardii (L.W.Lenz) J.Gut.